# Liste des aéroports les plus fréquentés à Chypre
Cet article dresse une liste des aéroports les plus fréquentés de Chypre par an quant au trafic passagers. 

## En graphique
Pour des raisons techniques, il est temporairement impossible d'afficher le graphique qui aurait dû être présenté ici.

Voir la requête brute et les sources sur Wikidata.